# Anes Tina
 (juillet 2019).
Si vous disposez d'ouvrages ou d'articles de référence ou si vous connaissez des sites web de qualité traitant du thème abordé ici, merci de compléter l'article en donnant les références utiles à sa vérifiabilité et en les liant à la section « Notes et références ».
Anes Tina, né le 1er août 1989 à Alger en Algérie, de son vrai nom Anes Bouzeghoub, est un humoriste, podcasteur et comédien algérien

## Biographie
Né à Kouba, (Alger), Anes Tina est diplômé de l'école des hautes études commerciales d'Alger (EHEC), où il obtient une licence en sciences commerciales, option marketing et un master en management et finance.
Anes Tina se fait connaitre sur Internet à travers des sketchs de quelques minutes qui deviennent populaires sur YouTube.
En 2012, quelques mois après son premier succès sur Internet, plusieurs chaînes diffusent ses vidéos, soit sous forme de séries de 30 épisodes soit de vidéos séparées. 
La chaine de télévision tunisienne Nessma a aussi enrichi son programme du ramadan 2013[incompréhensible] par une série de ses podcasts intitulée Anes W’Ennas.
Il est à présent non seulement sur le net ou à travers des séries télévisées diffusées durant le mois de Ramadan, mais il fait également une apparition chaque semaine à la télévision à travers une chronique à l’émission Le Grand Sbitar diffusée sur Nessma chaque vendredi, et ceci pour plus de 30 numéros.
Il est connu pour ses opinions politiques opposées à la politique des autorités algériennes, et son admiration pour le chanteur kabyle Lounès Matoub, assassiné en 1998.

## Filmographie

### Télévision
- 2014 : Fakr Mental : (1 seul épisode)
- 2016 : Bouzid Days : (1 seul épisode)
- 2018 : El Kabila : (15 épisodes)

## Récompenses
- Youtube Awards 2015 (en).
- Meilleur Pod'rire Awards 2016.